# L.D. Williams
Larry Demetrius Williams, detto L.D. (McKeesport, 8 maggio 1988), è un ex cestista e allenatore di pallacanestro statunitense, professionista nella NBDL, in Asia e in Europa.